# مستعمرة الفضاء (لعبة فيديو)
مستعمرة الفضاء (بالإنجليزية: Space Colony)‏ هي لعبة فيديو إستراتيجية في الوقت الفعلي تم تطويرها بواسطة فايرفلاي ستوديوز، ونشرتها جازارينج أوف ديفيلوبرز في عام 2003، أصدرت أسباير نسخة لنظام التشغيل ماك أو إس، وفي عام 2004 أعيد إصدار اللعبة كنسخة رقمية عالية الدقة في 8 نوفمبر 2012.